# Кумбс, Чед
Чедвик Рубен Кумбс (англ. Chadwick Reuben Coombes; 9 сентября 1983, Гамильтон) — новозеландский футболист, полузащитник.

## Карьера

### В клубах
Начинал профессиональную карьеру в «Футбол Кингз», отыграв за клуб 6 матчей в сезоне 2003/04 в австралийской National Soccer League. С 2004 года играл за «Окленд Сити», с которым четырежды побеждал чемпионате Новой Зеландии и дважды в Лиге чемпионов ОФК. Дважды Кумбс участвовал с «Сити» в клубном чемпионате мира, на втором для себя (в 2009 году) отметился голом в ворота дубайского «Аль-Ахли» в 1/8 финала. В сезоне 2010/11 выступал за английский «Флит Таун» — клуб, занявший 13-е место в первом дивизионе Истмийской лиги.
Перед стартом сезона 2011/12 вернулся в «Окленд Сити», где в третий раз стал победителем Лиги чемпионов, но в чемпионате первенствовал лишь в регулярном сезоне, остановившись в плей-офф на стадии полуфинала.
С сезона 2012/13 выступает за «Уайтакере Юнайтед», с которым в первом же сезоне выиграл чемпионат и дошёл до финала Лиги чемпионов, где его гол не помог клубу переигать «Окленд Сити» (1:2). Сезона 2014/15 провёл в составе «УайБОП Юнайтед», но с сезона 2015/16 вновь играет за «Уайтакере».

### В сборной
Выступал за молодёжную сборную Новой Зеландии, принимал участие в молодёжном чемпионате Океании 2002, где новозеландцы заняли 2-е место в группе.
3 марта 2010 года в Лос-Анджелесе Кумбс дебютировал в составе сборной Новой Зеландии, проведя первые 54 минуты матча товарищеского турнира Роуз Боул против Мексики. Был кандидатом на поездку в ЮАР на чемпионат мира 2010 года, но этого не случилось.

## Вне поля
Преподаёт физкультуру в оклендском колледже Рутерфорда, увлекается сноубордингом, гольфом и рыбалкой.

## Достижения

### Командные
Как игрока «Окленд Сити»:
- Лига чемпионов ОФК:
  - Победитель: 2006, 2009, 2011/12
- Чемпионат Новой Зеландии:
  - Чемпион: 2004/05, 2005/06, 2006/07, 2008/09

Как игрока «Сентрал Юнайтед»:
- Кубок Новой Зеландии:
  - 2005
- Северная лига:
  - 2004

Как игрока «Мелвилл Юнайтед»:
- Кубок Новой Зеландии:
  - 2009

Как игрока «Уайтакере Юнайтед»:
- Лига чемпионов ОФК:
  - Финалист: 2012/13
- Чемпионат Новой Зеландии:
  - Чемпион: 2012/13

### Личные
Как игрока «Линн-Эйвон Юнайтед»:
- Северная лига:
  - Член символической сборной сезона: 2008[3]